# Plesiopiuka simplex
Genre
Espèce
Plesiopiuka simplex, unique représentant du genre Plesiopiuka, est une espèce d'araignées aranéomorphes de la famille des Salticidae.

## Distribution
Cette espèce est endémique de l'État d'Amazonas au Brésil,.

## Description
Le mâle holotype mesure 3,40 mm et la femelle paratype 3,45 mm.

## Publication originale
- Ruiz, 2010 : Proposal of Kupiuka and Plesiopiuka, two new genera of jumping spiders from Brazil (Araneae: Salticidae: Heliophaninae). Zootaxa, no 2630, p. 57-68.